# Maria Vengoechea
María Alejandra Vengoechea Cárcamo (Cartagena de Indias, Colombia, 12 de marzo de 1998) es una abogada, modelo y reina de belleza colombiana que participó en Señorita Colombia 2018-2019 el 12 de noviembre de 2018, donde logró el título de Primera Princesa Nacional. Representó a su país en Miss Internacional 2019 donde quedó 3.ª finalista. y en Reina Hispanoamericana 2021 donde logró la posición de primera finalista.

## Primeros años de vida
María Alejandra nació el 12 de marzo de 1998  en Cartagena de Indias, Bolívar aunque de pequeña su familia se radicó en la ciudad de Barranquilla, Atlántico de donde es su padre. Estudió Derecho en la Universidad del Norte en Barranquilla, además del español habla fluidamente el inglés.

## Trayectoria en los concursos de belleza

### Señorita Atlántico 2018-2019
Vengoechea compitió por el título de Señorita Atlántico en su regional siendo la ganadora de este.

### Señorita Colombia 2018-2019
El 12 de noviembre de 2018 se llevó a cabo la final de Concurso Nacional de Belleza en la ciudad Cartagena de Indias donde María Alejandra logró el título de Primera Princesa Nacional siendo Gabriela Tafur la ganadora del certamen.

### Miss International 2019
Posteriormente en junio de 2019 fue designada oficialmente como Señorita Colombia Internacional para representar al Colombia en el certamen de belleza Miss International 2019 a celebrarse en noviembre de ese mismo año, luego de la renuncia de Laura Olascuaga (Virreina Nacional) a su título.
El 12 de noviembre en la Sala municipal del Domo de Tokio, Tokio, Japón se llevó a cabo la final de Miss Internacional en donde candidatas de 82 países compitieron por el título. Al final del evento Vengoechea obtuvo el puesto de tercera finalista.

### Reina Hispanoamericana 2021
El 3 de septiembre de 2021 María Alejandra fue designada por el Concurso Nacional de Belleza para representar a su país en Reina Hispanoamericana 2021 para celebrarse en Santa Cruz, Bolivia.
El 30 de octubre del mismo año se realizó la final del certamen Reina Hispanoamericana en donde 26 candidatas hispanas del mundo compitieron por el título. Al final de la noche Vengoechea obtuvo la posición de primera finalista del certamen, siendo la ganadora la mexicana Andrea Bazarte. 